# کانگ سونگ‌هون
کانگ سونگ‌هون (کره‌ای: 강성훈؛ زادهٔ ۲۲ فوریهٔ ۱۹۸۰) خواننده اهل کره جنوبی است. وی از سال ۱۹۹۷ میلادی تاکنون مشغول فعالیت بوده‌است.